# Kengo Kotani
Kengo Kotani (født 31. august 1992) er en japansk fodboldspiller, som spiller for den japanske fodboldklub Giravanz Kitakyushu.